# Litteraturåret 1989

## Händelser
- 14 februari – Irans andlige ledare Khomeini utfärdar en dödsdom över författaren Salman Rushdie, bosatt i London, för ett denne i romanen "Satansverserna" anses ha behandlat profeten Muhammed respektlöst[1], 2 miljoner US-dollar utlovas[2].
- 3 mars – En undersökning från SCB visar att Astrid Lindgrens böcker var de mest utlånade på biblioteken i Sverige under 1987.[3]
- 13 mars – Kerstin Ekman och Lars Gyllensten lämnar Svenska Akademien på grund av dess svaga agerande mot Salman Rushdies dödsdom.[4]
- 30 mars – Justitiekanslern i Sverige avslår en begäran från Sveriges muslimska förbund och Förenade muslimska församlingen i Sverige att stoppa utgivningen av Salman Rushdies Satansverserna, då de menar att vissa yttranden i boken är hets mot folkgrupp. Justitiekanslern fastslår att förhandsgranskning eller censur av publikationer, som senare ska ges ut, inte får förekomma.[5]
- 28 maj – Svenska barnboksakademin grundas på Skärholmens bibliotek i Stockholm.[6]
- September – Werner Aspenström blir den tredje ledamoten som lämnar sin plats i Svenska Akademien. Han anger dock andra, privata, skäl än Kerstin Ekman och Lars Gyllensten. Aspenström lämnar också alla andra förbund och kollektiva sammanslutningar som han tillhört, bland annat Författarförbundet och Svenska PEN-klubben.[7]
- 5 december – Efter nästan fyra års arbete överlämnas första delen av Nationalencyklopedin vid en ceremoni i Grünedwaldsalen i Stockholms konserthus, där Sveriges kulturminister Bengt Göransson får motta bandet, med uppslagsorden "A-Asa-Tor".[5]
- okänt datum – Barnboksbildens vänner bildas i Göteborg.[8]
- okänt datum – Augustpriset delas ut för första gången.

## Priser och utmärkelser
- Nobelpriset – Camilo José Cela, Spanien[9]
- Augustpriset – Cecilia Lindqvist för Tecknens rike
- ABF:s litteratur- & konststipendium – Magnus Dahlström
- Aftonbladets litteraturpris – Björn Ranelid
- Aniarapriset – Kerstin Ekman
- Astrid Lindgren-priset – Annika Holm
- Bellmanpriset – Folke Isaksson
- BMF-plaketten – Niklas Rådström för Månen vet inte
- BMF-Barnboksplaketten – Barbro Lindgren och Olof Landström för Sunkan flyger
- Carl Emil Englund-priset – Gösta Ågren för Jär
- Dan Andersson-priset – Arne Upling
- De Nios Stora Pris – Katarina Frostenson
- De Nios Vinterpris – Lennart Hagerfors
- De Nios översättarpris – Bengt Samuelson, Eva Liljegren, Irmgard Pingel, Marianne Eyre och Marion Wajngot
- Doblougska priset – Birger Norman, Sverige samt Eldrid Lunden och Åge Rønning, Norge
- Elsa Thulins översättarpris – Göran O. Eriksson
- Eyvind Johnsonpriset – Klas Östergren
- Gerard Bonniers pris – Willy Kyrklund och Per Anders Fogelström
- Goncourtpriset – Jean Vautrin för Un grand pas vers le Bon Dieu
- Gun och Olof Engqvists stipendium – Margareta Ekström, Kjell Johansson och Sven Stolpe
- Göteborgs-Postens litteraturpris – Sun Axelsson
- Hedenvind-plaketten – Stig Sjödin
- Ivar Lo-priset – Kurt Salomonson[5]
- Kellgrenpriset – Sven Delblanc
- Letterstedtska priset för översättningar – Bengt Jangfeldt för översättningen av Joseph Brodskys essäer i Att behaga en skugga
- Litteraturfrämjandets stora pris – Kerstin Ekman[5]
- Litteraturfrämjandets stora romanpris – Sigrid Combüchen[5]
- Lotten von Kræmers pris – Sven Stolpe
- Lundequistska bokhandelns litteraturpris – Karl-Gustaf Hildebrand
- Miguel de Cervantes-priset – Augusto Roa Bastos, Paraguay
- Moa-priset – Mary Andersson
- Nils Holgersson-plaketten – Mats Wahl
- Nordiska rådets litteraturpris – Dag Solstad, Norge för romanen Roman 1987[5]
- Petrarca-Preis – Jan Skácel
- Pilotpriset – Olof Lagercrantz
- Schückska priset – Sverker R. Ek
- Stiftelsen Selma Lagerlöfs litteraturpris – Kerstin Ekman[5]
- Signe Ekblad-Eldhs pris – Eva Runefelt och Jesper Svenbro
- Stig Carlson-priset – Arne Johnsson
- Studieförbundet Vuxenskolans författarpris – Anna Rydstedt och Bo Lundgren
- Svenska Akademiens nordiska pris – Rolf Jacobsen, Norge
- Svenska Akademiens tolkningspris – Monique Rask
- Svenska Akademiens översättarpris – Jens Nordenhök
- Svenska Dagbladets litteraturpris – Kristina Lugn för Hundstunden
- Sveriges Radios Lyrikpris – Konny Isgren
- Søren Gyldendal-priset – Klaus Høeck
- Tegnérpriset – Johannes Salminen
- Tidningen Vi:s litteraturpris – Kjell Johansson
- Tollanderska priset – Johan Wrede
- Tucholskypriset – Augusto Roa Bastos, Paraguay
- Östersunds-Postens litteraturpris – Göran Norström
- Övralidspriset – Torgny Lindgren

## Nya böcker

### A – G
- A Necessary End av Peter Robinson
- Bedragaren av Peter Kihlgård
- Bufflan och Spegelflickan av Ernst Brunner
- Crónica del rey pasmado av Gonzalo Torrente Ballester
- De Stora Penslarnas lek av Peter Pohl
- Det sällsamma djuret från norr och andra Science Fiction-berättelser av Lars Gustafsson
- Din ande skiner av Jan Arvid Hellström
- Emil och Ida i Lönneberga av Astrid Lindgren[10]
- En bön för Owen Meany av John Irving
- En plats att vila på av Vibeke Olsson
- Ett ensamt öra av P.C. Jersild
- Fem hjärtan i en tändsticksask av P.C. Jersild
- Franska revolutionens bilder av Jan Myrdal
- Följeslagare av Johannes Edfelt
- För levande och döda av Tomas Tranströmer
- Gamla synder av Elizabeth George
- Guillaume Apollinaires gåtfulla leende av Gunnar Harding

### H – N
- Hjärnfilspån (under pseudonymen Pär Silje) av Lars Gyllensten
- Hundstunden av Kristina Lugn
- Joy Luck Club av Amy Tan
- Just så eller kanske det av Lars Gyllensten
- Kattfiske och annat av Lars Andersson
- Komedin I av Stig Larsson
- Komikern av Per Anders Fogelström
- Kort sagt liv av Sandro Key-Åberg
- Kådisbellan av Roland Schütt
- Medan dagen svalnar av Per Gunnar Evander
- Medan regnbågen bleknar av Peter Pohl
- Miljonären Mårtensson av Viveca Lärn[11]
- Mord i Venedig av Jan Mårtenson
- Motståndets melankoli av László Krasznahorkai
- Månen vet inte av Niklas Rådström[12]
- Månpalatset av Paul Auster
- Människas glädje av Per Gunnar Evander
- Nostalgia av Mircea Cărtărescu
- Nåd & onåd – Idioternas bok  av Bodil Malmsten
- När Bäckhultarn for till stan av Astrid Lindgren[13]

### O – U
- Polstjärnan tur och retur av George Johansson
- Pubertet av Jan Myrdal
- Rent spel av Tove Jansson
- Rosario är död av Majgull Axelsson
- Sataneller av Elsa Grave
- Sav av Gösta Friberg
- Skriva för livet av Ivar Lo-Johansson
- Slottet i staden av Jan Mårtenson
- Spanskans år av Åke Lundgren
- Stenens väktare av David Eddings
- Stränderna av Katarina Frostenson
- Sune och Svarta Mannen av Anders Jacobsson och Sören Olsson[14]
- Svanens sång av Jan Arvid Hellström
- Sörmland i minnet av Sven Delblanc
- The Hanging Valley av Peter Robinson
- Tjejtjusaren Sune av Anders Jacobsson och Sören Olsson[15]
- Tolv på det trettonde av Jan Myrdal

### V – Ö
- Vad sa pappa Åberg? av Gunilla Bergström[16]
- Ägande och makt. Vad kommer efter de 15 familjerna? av C.-H. Hermansson
- Äventyret av Peter Nilson

## Avlidna
- 18 januari – Bruce Chatwin, 48, brittisk författare och vagabond.
- 3 februari – Ingvar Wahlén, 63, svensk författare.
- 12 februari – Björn von Rosen, 83, svensk författare.
- 1 april – Bo Beskow, 83, svensk konstnär och författare.[5]
- 15 april – Albert Bonnier, 81, svensk bokförläggare.[5]
- 19 april – Daphne du Maurier, 81, brittisk författare.
- 21 maj – Tito Colliander, 85, finlandssvensk författare.
- 6 juni – Frederic Prokosch, 81, amerikansk författare.
- 11 juni – Olof Enckell, 89, finländsk författare och litteraturhistoriker.
- 30 augusti – Maja Ekelöf, 71, svensk författare.[5]
- 4 september – Georges Simenon, 86, fransk deckarförfattare.[5]
- 8 september – Barry Sadler, 48, amerikansk sångare och författare.
- 23 september – Per-Erik Lindorm, 80, svensk journalist, manusförfattare och skriftställare.[5]
- 16 oktober – Walter Farley, 74, amerikansk författare.
- 12 november – Erik Andrén, 69, finlandssvensk författare.
- 22 december – Samuel Beckett, 83, irländsk-fransk dramatiker och författare, nobelpristagare 1969.[5]

### Fotnoter
1. ↑  20:e århundrades När Var Hur - 1989, Bernt Himmelstedt, Forum, 1999
2. ↑  100 år med Aftonbladet – 1989, 1999
3. ↑  Horisont 1989, Bertmarks, sidan 55 - Astrid Lindgrens barnböcker bibliotekens mest efterfrågade
4. ↑  Hundra år i Sverige - 1989, Hans Dahlberg, Albert Bonniers, 1999
5. 1 2 3 4 5 6 7 8 9 10 11 12 13   Horisont 1989. Bertmarks
6. ↑  ”Svenska barnboksakademin”. Arkiverad från originalet den 27 juli 2008. https://web.archive.org/web/20080727011226/http://www.barnboksakademin.com/huvudframe/var_historia/index.htm. Läst 12 april 2011.
7. ↑  Hans Isaksson, Werner Aspenström, Natur & Kultur, 2003
8. ↑  Sverige 1900-talet – Från den lilla, lilla gumman till vilda bebin, NE, Bra Böcker, 2000
9. ↑  ”Nobelpriset i litteratur”. https://www.nobelprize.org/prizes/lists/all-nobel-prizes-in-literature/. Läst 20 mars 2011.
10. ↑  ”Astrid Lindgren”. http://www.astridlindgren.se/verken/bocker/samlingsvolymer. Läst 21 mars 2011.
11. ↑  ”Viveca Lärn”. Arkiverad från originalet den 26 september 2011. https://web.archive.org/web/20110926012117/http://www.vivecalarn.com/litteraturlista.htm. Läst 21 mars 2011.
12. ↑  Gradvall, Nordström, Nordström, Rabe, Jan, Björn, Ulf, Anina. Tusen svenska klassiker. Norstedts Förlagsgrup. Läst 12
13. ↑  ”Astrid Lindgren”. http://www.astridlindgren.se/verken/bocker/bilderbocker. Läst 21 mars 2011.
14. ↑   Sune Arkiverad 26 oktober 2011 hämtat från the Wayback Machine.
15. ↑   Sune Arkiverad 26 oktober 2011 hämtat från the Wayback Machine.
16. ↑  ”Vad sa pappa Åberg? / Gunilla Bergström.”. Libris. Kungliga Biblioteket. https://libris.kb.se/bib/7236560. Läst 1 maj 2024.